# ۳ فوریه
۳ فوریه سی و چهارمین روز سال در گاه‌شماری میلادی است. ۳۳۱ روز (در سال‌های کبیسه ۳۳۲ روز) تا پایان سال باقی‌است.

## رویدادها
- ۱۴۵۱ - سلطان محمد دوم قدرت را در امپراتوری عثمانی به دست گرفت.
- ۱۵۰۹ - نیروی دریایی پرتغال قوای متحد امپراتوری عثمانی، جمهوری ونیز، جمهوری راگوسا،ممالیک مصر، سلطان‌نشین گجرات و پادشاهی زامورین را در نبرد دیو شکست داد.
- ۱۶۹۰ - مستعمره ماساچوست برای نخستین بار در ایالات متحده از پول کاغذی استفاده کرد.
- ۱۷۸۳ - در جریان جنگ داخلی آمریکا، اسپانیا استقلال ایالات متحده را به رسمیت شناخت.
- ۱۸۳۴ - دانشگاه ویک فارست تأسیس شد.
- ۱۸۷۰ - اصلاحیه پانزدهم قانون اساسی ایالات متحده آمریکا که به موجب آن حق رأی به کلیه شهروندان فارغ از رنگ و نژاد اعطا می‌شد تصویب شد.
- ۱۸۹۷ - جنگ ۱۸۹۷ یونان و ترکیه که جنگ سیزده روزه نیز نامیده می‌شود، میان امپراتوری عثمانی و پادشاهی یونان آغاز شد. دلیل اصلی این جنگ، تنش بر سر مسئلهٔ جزیره کرت بود.
- ۱۹۰۰ - ویلیام ژئوبل چهار روز پس از رسیدن به فرمانداری ایالت کنتاکی درگذشت. وی یک روز پس از مراسم سوگندش ترور شد.
- ۱۹۰۸ - باشگاه ورزشی پاناتینایکوس یونان تأسیس شد.
- ۱۹۱۳ - اصلاحیه شانزدهم قانون اساسی ایالات متحده آمریکا به تصویب رسید که به دولت اجازه می‌داد تا بر درآمدها مالیات وضع کند.
- ۱۹۱۶ - ساختمان پارلمان کانادا در شهر اتاوا طعمه حریق شد.
- ۱۹۱۷ - در جریان جنگ اول جهانی ایالات متحده روابط دیپلوماتیک خود را با آلمان قطع کرد.
- ۱۹۳۰ - حزب کمونیست ویتنام تأسیس شد.
- ۱۹۳۱ - زمین‌لرزه خلیج هاوک به بزرگی ۷٫۸ ریشتر در خلیج هاوک زلاندنو موجب مرگ ۲۵۸ نفر شد تا بدترین بلای طبیعی این کشور نام بگیرد.
- ۱۹۴۵ - در جریان جنگ دوم جهانی قوای متحد ایالات متحده و دولت در تبعید فیلیپین نبرد یک‌ماهه برای باز پس‌گیری مانیل از نیروی‌های ژاپنی را آغاز کردند.
- ۱۹۴۵ - در جریان جنگ جهانی دوم، هزار بمب افکن بوئینگ بی-۱۷ فلایینگ فورترس برلین را به شدت بمباران کردند که موجب مرگ ۲۵۰۰ تا ۳۰۰۰ تن و بی‌خانمانی ۱۲۰ هزار نفر دیگر شد.
- ۱۹۴۷ - ۶۳٫۹- درجه سانتیگراد به عنوان پایین‌ترین درجه حرارت در آمریکای شمالی در روستای اسنگ در آلاسکا ثبت شد.
- ۱۹۵۹ - چارلز هاردین هالی معروف به بادی هالی نوازنده و خواننده آمریکایی و از بنیان‌گذاران سبک موسیقی راک اند رول به همراه ریچی ولنس و د بیگ باپر در سانحه هوایی کشته شدند.
- ۱۹۶۱ - اعتراضات کارگران بخش کشاورزی در آنگولای پرتغال که هم‌اکنون کشور آنگولا نامیده می‌شود به یک شورش تمام عیار بدل شد که با وجود سرکوب در سپتامبر همان سال موجب پیدایش جنگ استقلال آنگولا، اولین جنگ در مستعمرات پرتغال گردید که این جنگ نیز به استقلال آنگولا انجامید. در این شورش ۲۰ هزار نفر جان خود را از دست دادند.
- ۱۹۶۶ - لونا ۹، فضاپیمای بدون سرنشین برنامه لونا ساخت اتحاد جماهیر شوروی سوسیالیستی به عنوان نخستین فضاپیما به صورت نرم بر روی کره ماه فرود آمد.
- ۱۹۶۷ - دونالد رایان به عنوان آخرین نفر به اتهام قتل یکی از نگهبانان زندان پندریچ در هنگام فرار از زندان در همین زندان واقع در ملبورن در استرالیا با طناب دار اعدام شد. این واقعه موجب به راه افتادن اعتراضات فراوانی شد که در نهایت به الغای مجازات مرگ در این کشور انجامید.
- ۱۹۶۹ - یاسر عرفات در قاهره توسط مجلس ملی فلسطین به عنوان رهبر سازمان آزادی‌بخش فلسطین با نام مخفف ساف انتخاب شد.
- ۱۹۷۲ - با آغاز بوران در این روز بخش وسیعی از ایران به گونه‌ای در برف و یخبندان فرو رفت که سرانجام منجر به مرگ بیش از ۴۰۰۰ نفر شد. این بوران موجب بارش غیرعادی برف به میزان بیش از سه متر در سرتاسر مناطق روستایی واقع در شمال غرب، شمال، مرکز، و جنوب ایران شد. این رویداد بدون شک سخت‌ترین و مصیبت‌بارترین بوران در تاریخ نوشته‌شدهٔ بشر بوده‌است؛ همچنین تاکنون تنها بوران ثبت‌شده در تاریخ است که موجب مرگ بیش‌از هزار نفر شده‌است.
- ۱۹۸۴ - اس‌تی‌اس-۴۱-بی دهمین مامورت شاتل فضایی ناسا به کمک فضاپیمای چلنجر آغاز شد.
- ۱۹۸۹ - پس از گذشت دو هفته از سکته مغزی پی دبلیو بوتا، معروف به «کروکودیل بزرگ» یکی از رؤسای جمهور دوره آپارتاید او از ریاست حزب ملی آفریقای جنوبی کنار گذاشته شد ولی تا شش ماه دیگر در پست ریاست جمهوری باقی ماند.
- ۱۹۸۹ - در یک کودتای خونین آلفردو اشتروسنر که خود نیز با کودتا به قدرت رسیده بود (از سال ۱۹۵۴) و هشتمین دوره نمادین ریاست جمهوری خود را بر پاراگوئه می‌گدراند توسط ژنرال آندرس رودریگز، فرد دست راستی او از قدرت خلع شد و به برزیل متواری گشت.
- ۱۹۹۵ - آیلین کالینز به عنوان اولین بانو فرماندهی مأموریت اس‌تی‌اس-۶۳ یکی از مأموریت‌های برنامه شاتل‌های فضایی که از پایگاه فضایی کندی در فلوریدا آغاز شد را بر عهده گرفت. این مأموریت بین آمریکا و روسیه به صورت مشترک اجرا شد.
- ۱۹۹۸ - در اثر برخورد یک هواپیمای نظامی آمریکایی (نورثروپ گرومن ئی‌ای-۶بی پراولر) که در سطح پایین پرواز می‌کرد با کابل یک ماشین کابلی (تله کابین) و پاره شدن آن در ترنتو، شهری در ایتالیا ۲۰ تن (شامل ۸ آلمانی، ۵ بلژیکی، ۳ ایتالیایی، ۲ لهستانی، ۱ اتریشی و ۱ هلندی) کشته شدند. دو خلبان هواپیما در پی این حادثه از ارتش آمریکا اخراج شدند.
- ۱۹۹۸ - کارلا فایه تاکر به اتهام قتل با تزریق کشنده سمی در تگزاس آمریکا اعدام شد تا اولین زنی نام بگیرد که پس از سال ۱۹۸۴ در ایالات متحده اعدام شده‌است.
- ۲۰۰۷ - در اثر انفجار عامل انتحاری با کامیون غذای بمب‌گذاری‌شده در بازاری در بغداد، پایتخت عراق، دست کم ۱۳۵ تن کشته و بیش از ۳۰۰ تن نیز زخمی شدند.

## زادروزها
- ۱۷۵۷ - کنستانتن-فرانسوا شاسبوف، فیلسوف اهل فرانسه

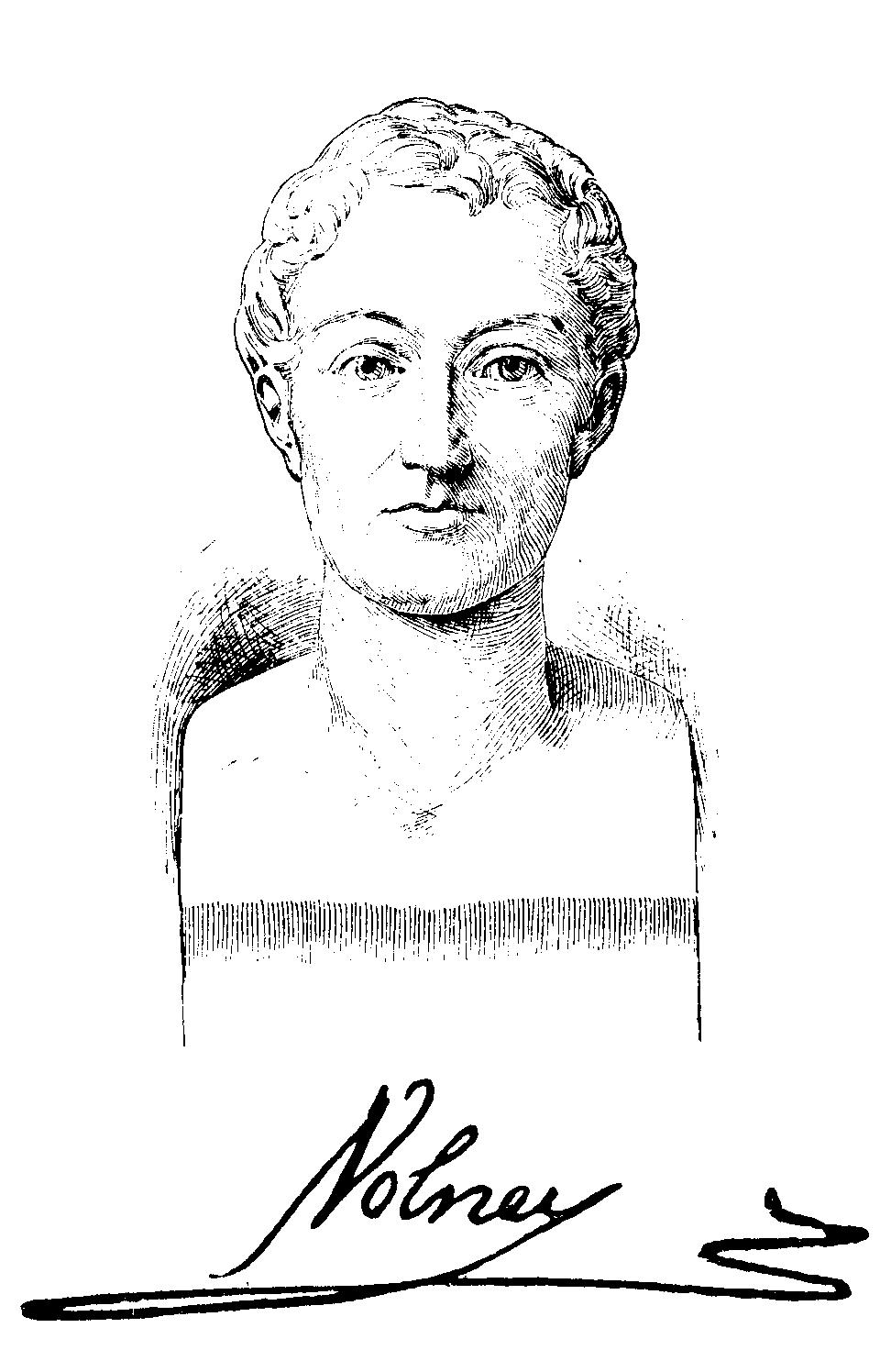
کنستانتن-فرانسوا شاسبوف

- ۱۸۰۹ - فلیکس مندلسون، آهنگساز آلمانی
- ۱۸۲۱ - الیزابت بلکول، نخستین پزشک زن در آمریکا، مبارز راه حقوق زنان و مخالف برده‌داری
- ۱۹۳۳- ادمون شحاده، شاعر و نمایشنامه‌نویس فلسطینی.[۱]
- ۱۹۴۷ - پل استر رمان‌نویس، فیلم‌نامه‌نویس، شاعر و مترجم آمریکایی

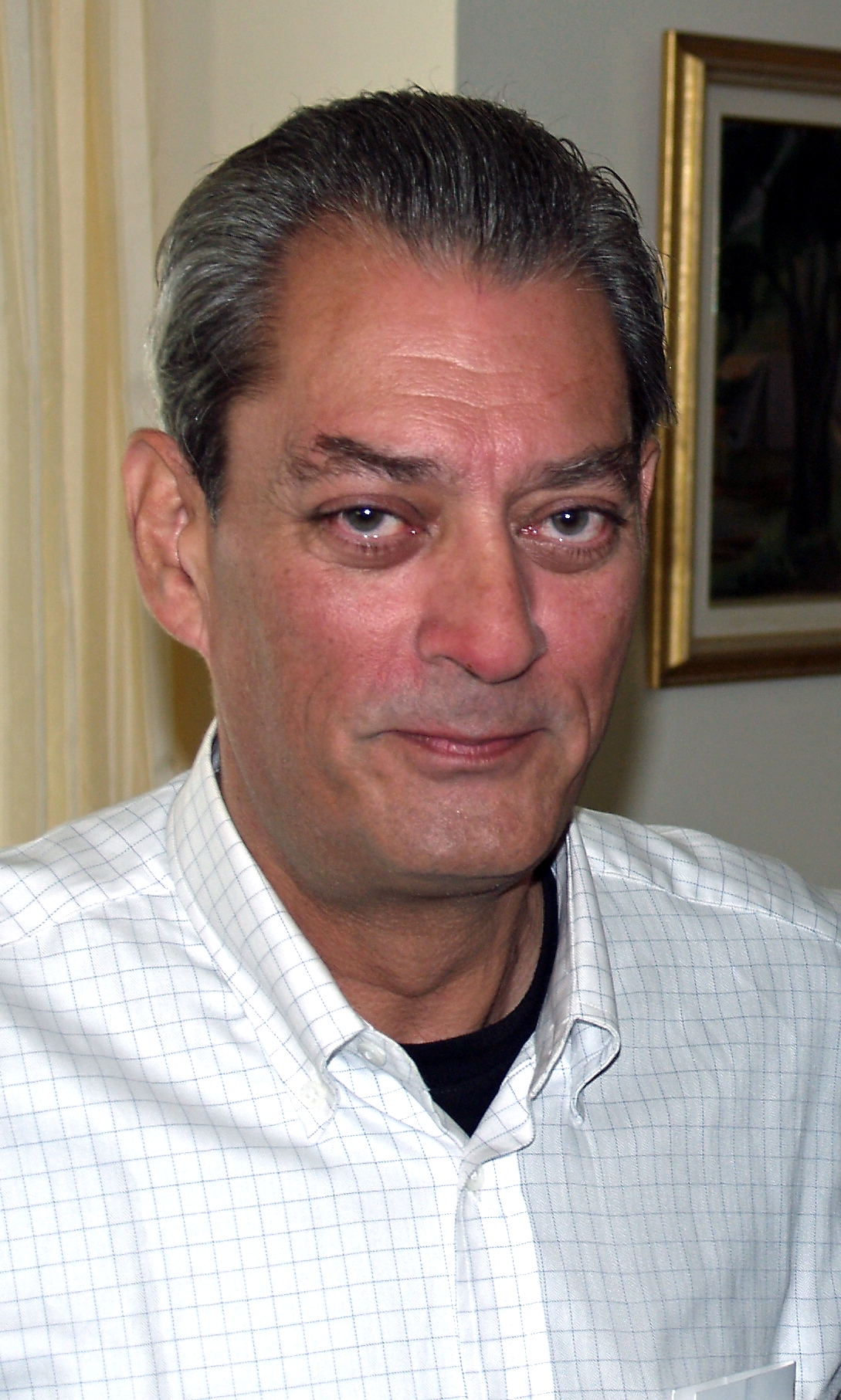
پل استر

- ۱۹۵۷ - سیما سمر، سیاست‌مدار، پزشک و فعال حقوق بشری اهل افغانستان

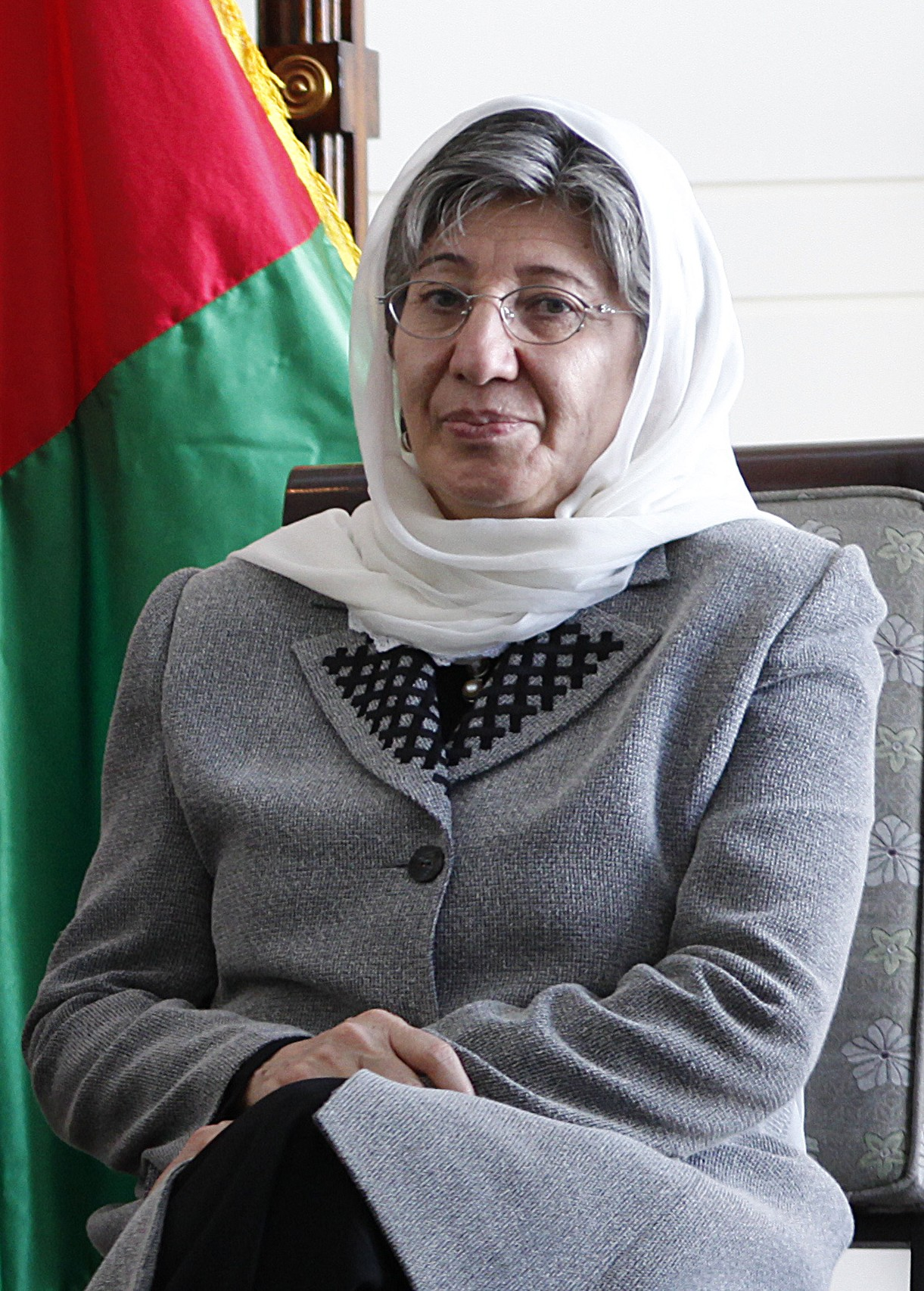
سیما سمر

- ۱۹۶۷ - آئورلیو ویدمار، فوتبالیست اهل استرالیا

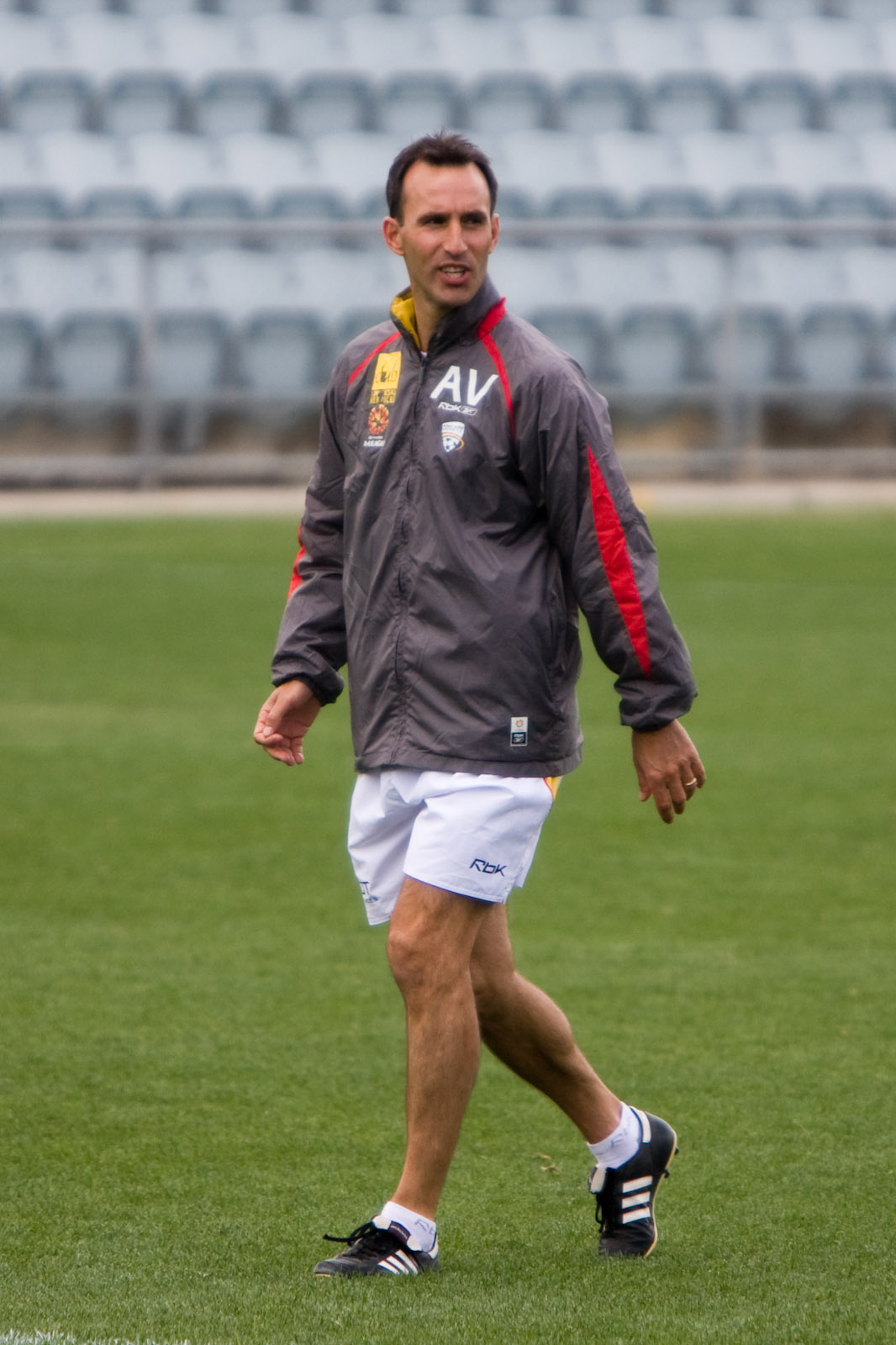
آئورلیو ویدمار

- ۱۹۷۷ - برونو کادروس، فوتبالیست اهل کشور برزیل

## درگذشت‌ها
- ۱۹۹۷ - بهومیل هرابال (ت. ۱۹۱۴) داستان‌نویس اهل جمهوری چک

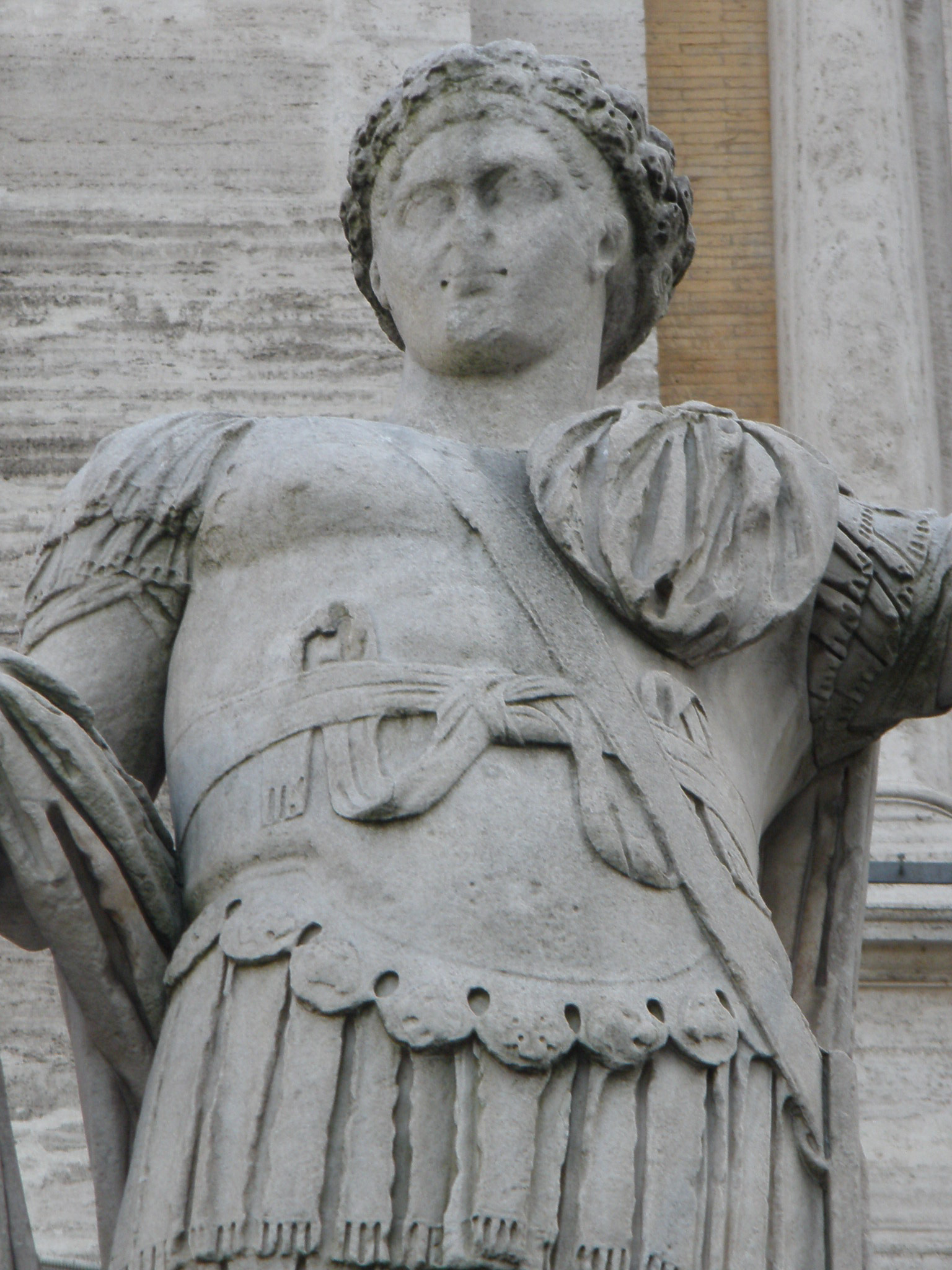
بهومیل هرابال